# 초광속 통신
초광속 통신(超光速通信, superluminal communication; faster-than-light communication; FTL communication)은 정보를 초광속으로 보낼 수 있는 가설적 과정이다. 과학적 총의에 따르면 초광속 통신은 불가능하며 현재까지 초광속 통신이 실험적으로 이루어진 바는 없다.

## 같이 보기
- 벨 부등식 실험
- 지연선택 양자 지우개
- 빛
- 근거리장과 원거리장
- 양자 순간 이동
- 공시성